# Окштейн, Шимон
Шимон Окштейн (англ. Shimon Okshteyn; 10 марта 1951, Черновцы, Украинская ССР — 8 апреля 2020, Нью-Йорк, США) — американский художник и скульптор.

## Биография
Родился  10 марта 1951 года в Черновцах в семье выходцев из бессарабской еврейской земледельческой колонии Капрешты. В 1970 году окончил Одесское художественное училище имени М. Б. Грекова. 
В 1979 году приехал в Нью-Йорк. Общественное признание пришло с серией работ «Девушки с обложек» (Cover Girl), созданных художником в 1984 году.
Работы Окштейна находятся в коллекциях Музея американского искусства Уитни и Бруклинского музея в Нью-Йорке, а также многих частных и музейных коллекциях. В 2005 году во время выставки «Приближаясь к объектам» в музее Уитни работы Окштейна были представлены в одном ряду с работами таких американских художников как  Джаспер Джонс,  Роберт Раушенберг,  Джим Дайн и Кристо.
В 2007 году большой успех имела его выставка «Разговор с объектом», проходившая в Центре современного искусства М'АРС в Москве, позже переместившаяся в Мраморный дворец Русского государственного музея в Санкт-Петербурге.
Скончался 10 апреля 2020 года в Нью-Йорке на 70-м году жизни.

## Персональные выставки (неполный список)
- 1981 — Herter Gallery, Массачусетский университет, Амхерст, Массачусетс.
- 1987 — Museum of Fine Arts, Спрингфилд, Массачусетс.
- 1989 — Edward Nakhamkin Fine Arts, Нью-Йорк.
- 1990 — George Meyers Gallery, Беверли-Хиллз, Калифорния.
- 1990 — Mabat Gallery, Тель-Авив, Израиль.
- 1992 — Duteurtre Gallery, Клостерс-Зернойс, Швейцария.
- 1993 — Margulies Taplin Gallery, Бока-Ратон, Флорида.
- 1994 — O. K. Harris Gallery, Нью-Йорк.
- 1994 — Cornwell Gallery, Торонто, Канада.
- 1995 — O. K. Harris Gallery, Нью-Йорк.
- 1995 — Le Centre d'Art Vaas, Ванс, Франция.
- 1996 — Nasher Museum of Art at Duke university, Дарем, Северная Каролина.
- 1997 — O. K. Harris Gallery, Нью-Йорк.
- 1998 — Aging Icons, O. K. Gallery, Нью-Йорк.
- 1998 — Nostalgia, Le Centre d'Art Vaas, Ванс, Франция.
- 1999 — Robert Sanderson, Лондон.
- 1999 — Paper Works, Elaine Benson Gallery, Бриджхемптон, Нью-Йорк.
- 2000 — Madison Fine Art, Нью-Йорк.
- 2000 — Danford Museum of Art, Фреймингейм, Массачусетс.
- 2001 — Springfield Museum of Fine Arts, Спрингфилд, Массачусетс.
- 2001 — O. K. Harris Gallery, Нью-Йорк.
- 2002 — Galerie du Palais, Le Touquet Paris Plage, Париж.
- 2002 — Des Les Gallery, Университет Вашингтона, Сент-Луис, Миссури.
- 2003 — O. K. Harris Gallery, Нью-Йорк.
- 2004 — Nohra Haime Gallery, Нью-Йорк.
- 2006 — Okshteyn — After Lives: New Paintings and Sculpture, Stefan Stux Gallery, Нью-Йорк.
- 2006 — Shimon Okshteyn — Retrospective. Русский государственный музей, Санкт-Петербург.
- 2006 — New Paintings, Stefan Stux Gallery, Нью-Йорк.
- 2007 — «Шимон Окштейн: Разговор с объектом». Государственный Русский музей, Санкт-Петербург. — Центр Современного искусства «М’АРС», Москва.
- 2007 — After Lives Resent Work by Shimon Okshteyn, Memorial Art Gallery, Рочестерский университет, Рочестер, Нью-Йорк.
- 2008 — Reflections of Reality, Heist Gallery, Нью-Йорк.
- 2008 — Shimon Okshteyn: Dangerous Pleasures, Stefan Stux Gallery, Нью-Йорк.
- 2011 — Lost Christmas/Утраченное Рождество, галерея «Триумф», Москва.